# Грэм, Малис, 1-й граф Ментейт
Малис Грэм, 1-й граф Ментейт (ок. 1407—1490) — шотландский магнат XV века, который был наследником шотландского престола с 1437 по 1451 год, когда дети Элизабет Мур считались незаконнорожденными.
К 1437 году все потомки Элизабет Мур по мужской линии были казнены или умерли иным образом, за исключением самого короля Шотландии Якова II Стюарта, оставив только генеральных наследников. Роберт II Стюарт женился на Элизабет Мур, но их брак считался неканоническим, что ставило под сомнение законность его детей от неё. Закон 1373 года шотландского парламента позволил избежать этой проблемы, прямо указав сыновей и их собственных наследников мужского пола в качестве наследников, но он не ответил на вопрос о том, считаются ли потомки Элизабет Мур женского пола законными наследниками.
Малис Грэм был внуком короля Шотландии Роберта II и старшим наследником от его второй жены, в отношении которой каноничность брака была несомненной. Он также был самым старшим наследником мужского пола (независимо от законности брака Элизабет Мур).

## Биография
Он первый в своем роде, кто по праву носит титул графа Ментейта. Он был единственным сыном сэра Патрика Грэма из Кинкардайна (? — 1413). Патрик был младшим братом сэра Роберта Грэма (? — 1437). Оба они были сыновьями сэра Патрика Грэма, предка графов и герцогов Монтроз. Считается, что они были прямыми потомками Джона де Ментейта, лорда Раски, младшего сына Марии I, графини Ментейт, и её мужа Уолтера «Баллока» Стюарта. Сэр Джон Ментейт приобрел дурную славу за то, что передал сэра Уильяма Уоллеса англичанам во время войн за независимость Шотландии после того, как его предал слуга Джек Шорт. Младший сэр Патрик Грэм женился на Евфимии Стюарт, графине Стратерн (? — ок. 1434), и по праву стал графом Стратернским. Их сын Малис Грэм, чье имя было англизацией гэльского имени Маол Йоса, родился около 1407 года, или, возможно, позже. Именно через свою мать он происходит от короля Шотландии Роберта II Стюарта.
В первые годы своей жизни он носил титул графа Стратерна и поэтому был предложен в качестве заложника королю Якову I Стюарту. Он был назван в числе тех, кто приветствовал короля Якова в Дареме в марте 1424 года. Король, однако, воспользовался малолетством графа и лишил его графства Стратерн, сделав вместо этого графом Ментейтом. Устав нового графства был датирован 6 сентября 1427 года. Его сокращение земель со всего Стратерна до одного Ментейта, вероятно, было косвенным результатом смерти Роберта Стюарта, герцога Олбани, который, как говорили, умер в замке Стерлинг в 1420 году. Земли, названные в грамоте в качестве части изменённого графства, многие из которых все ещё можно идентифицировать, указывают на то, что он получил недавно созданное графство, охватывающее весь округ Эберфойл и часть графства Порт-оф-Ментейт. Но это была только меньшая часть первоначального графства, а остальная часть была присоединена к короне.
Через два месяца после его выхода грамоту для Малиса Грэма, в ноябре 1427 года, он был отправлен в качестве заложника в Англию за освобожденного короля Якова I и был заключен в замок Понтефракт, где находился 25 лет. Только 17 июня 1453 года он был освобожден из английского заключения. Он вернулся в Шотландию в самый критический момент кризиса между королем Яковом II и Черными Дугласами после убийства Уильяма Дугласа 8-го графа в 1452 году. Братья Дуглас и Джеймс Гамильтон, второй муж сестры Малиса Грэма, вели переговоры о его освобождении, что считается намерением напомнить о изгнании претендента на престол. Как потомок второго и бесспорно законного брака короля Шотландии Роберта II, Малис Грэм имел права на шотландскую корону из-за сомнительной легитимности Якова II Стюарта. Нет никаких доказательств того, что его освобождение связано с этим соображением. Однако Дугласы, несомненно, пытаются смутить короля Якова II, подчеркнув, что его отец не колеблясь бросил заложников при его освобождении. К тому же Малис Грэм не представляет себя претендентом на трон. В парламенте 1455 года, который лишает власти и постов Черных Дугласов, а также в 1464, 1469, 1471, 1476, 1477, 1478 а в 1481 году и в течение 35 лет он появляется как наименее активный из графов Шотландии.
Малис Грэм скончался в 1490 году. Его сын и наследник Патрик Грэм, «мастер Ментейт», скончался при жизни отца в 1482/1483 году. Малису Грэму наследовал его внук, Александр Грэм, 2-й граф Ментейт.

## Браки и дети
Граф Ментейт был как минимум дважды женат. Его первой женой была Джанет де Рочфорд. 19 апреля 1471 года Джанет, графиня Мализа, граф Ментейт, получает право на её владение из Кинпона, принадлежащее её сыну Патрику. Вероятно, она умерла вскоре после этого, но это неясно. В 1490 году графиня Ментейт была названа Марион, и она пережила своего мужа, выйдя замуж за Джона Драммонда до 17 мая 1491 года. В 1530 году она была ещё жива и умерла в период с 28 апреля по 23 августа того же года. У графа было много детей, но ему наследовал его внук Александр Грэм, 2-й граф Ментейт.